# Macedonia del Nord all'Eurovision Young Musicians

La Macedonia del Nord ha debuttato come paese indipendente all'Eurovision Young Musicians 1994, svoltosi a Varsavia, in Polonia, ma senza riuscire a superare la prima fase di selezione. Dopo il 1994 non ha più espresso il desiderio di tornare a partecipare.
All'epoca la nazione era riconosciuta dall'EBU come "Former Yugoslav Republic of Macedonia" (FYROM), in italiano Ex Repubblica Jugoslava di Macedonia. I portavoce, tuttavia, hanno potuto usare la dicitura Macedonia senza problemi.
Ad oggi, se la nazione volesse tornare a partecipare utilizzerebbe la nuova dicitura "Macedonia del Nord".

## Partecipazioni
- Primo posto
- Secondo posto
- Terzo posto

| Anno                                    | Artista         | Strumento  | Canzone                                      | Posizione       | Posizione       |
| Anno                                    | Artista         | Strumento  | Canzone                                      | Finale          | Semifinale      |
| --------------------------------------- | --------------- | ---------- | -------------------------------------------- | --------------- | --------------- |
| 1994                                    | Kalina Mrmevska | Pianoforte | 1) Sonata, Op.28, No. 3, di Sergei Prokofiev | Non qualificata | Non qualificata |
| Nessuna partecipazione dal 1996 al 2024 |                 |            |                                              |                 |                 |